# پارک ملی خبر و پناهگاه حیات وحش روچون

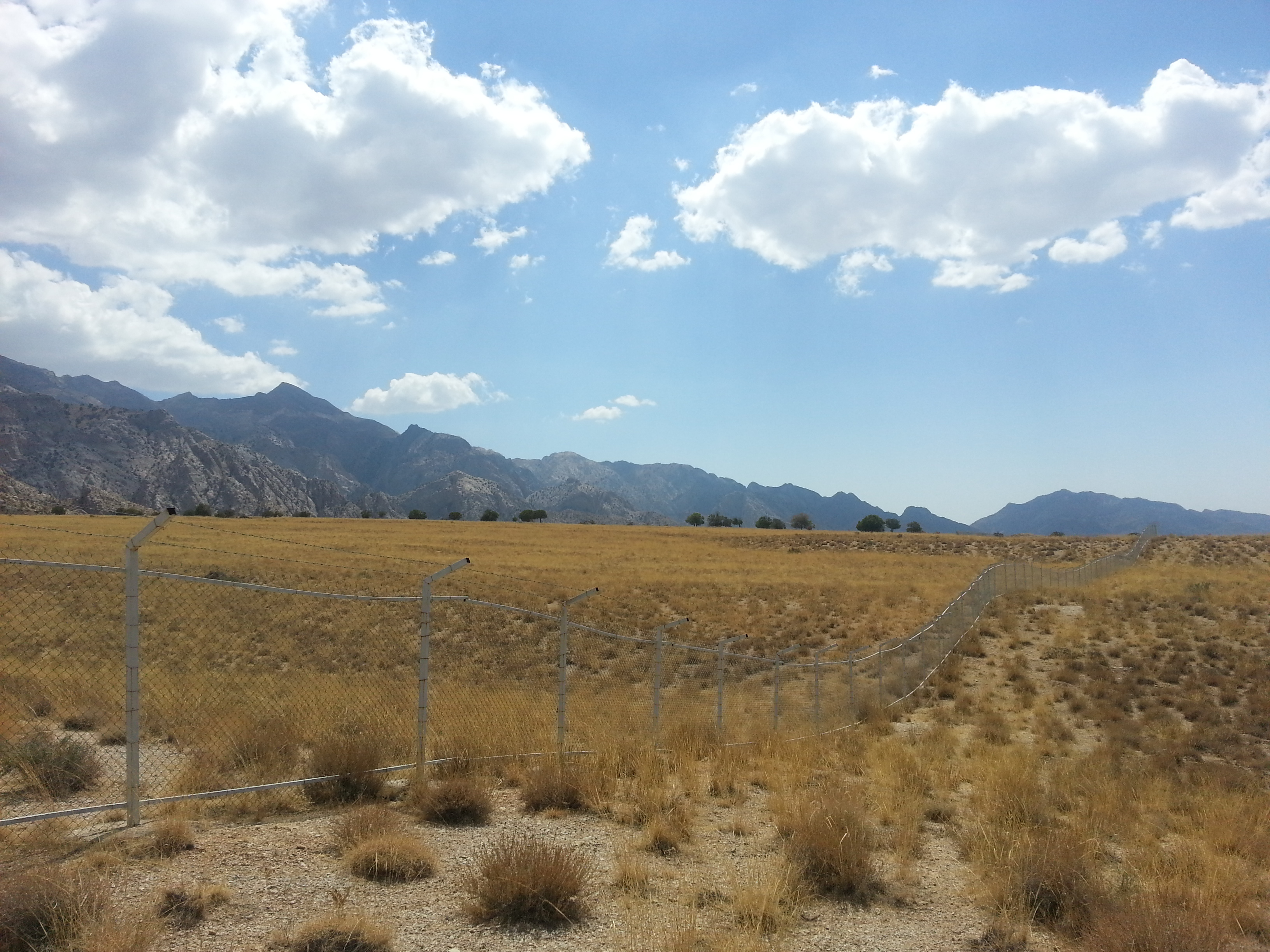
نمایی از ناحیهٔ شمال‌غربی پارک ملی خَبْر، تیپ پوششی: درمنه

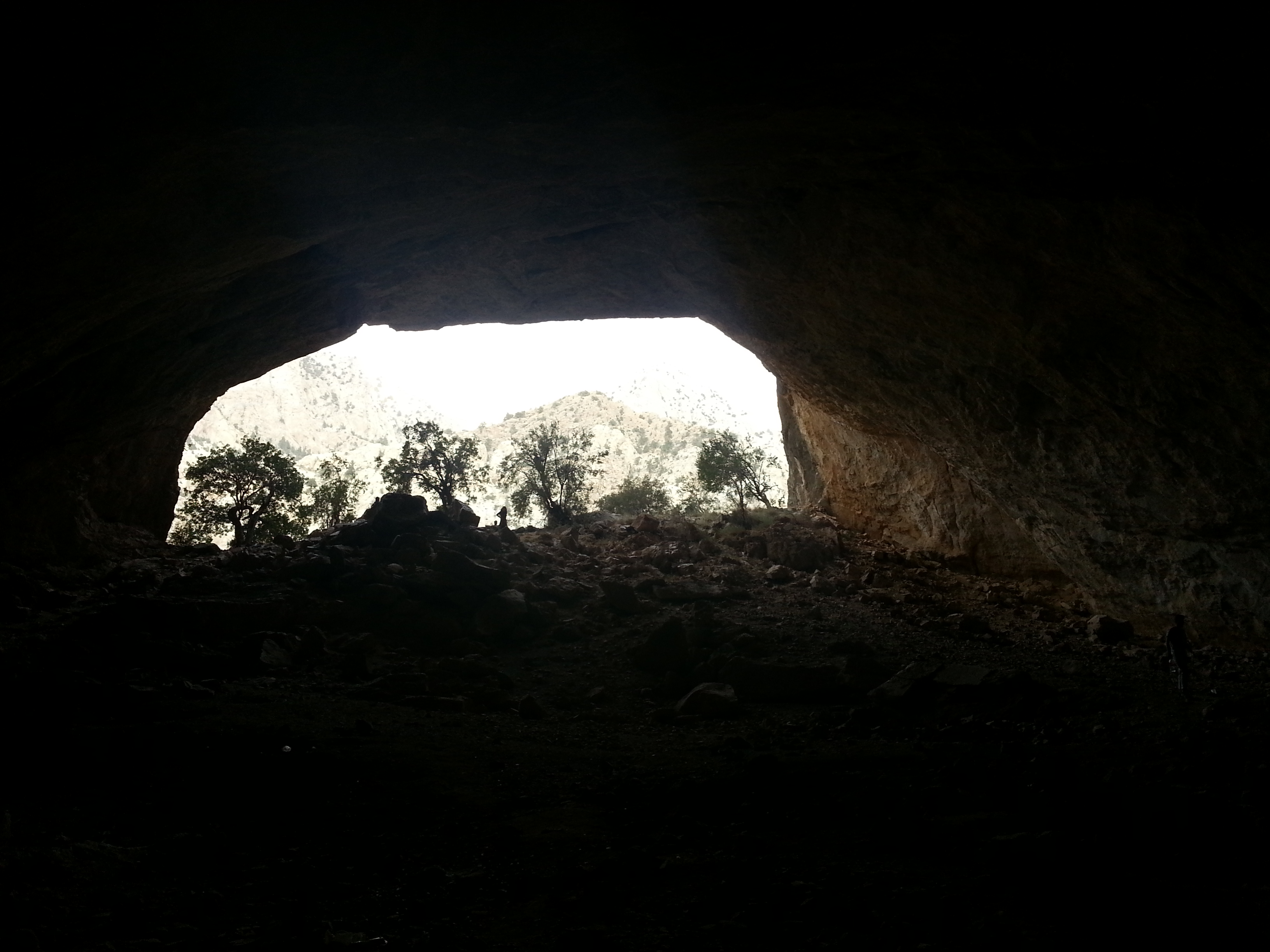
دهانهٔ غار شب پَره در کوه بزرگ خَبر

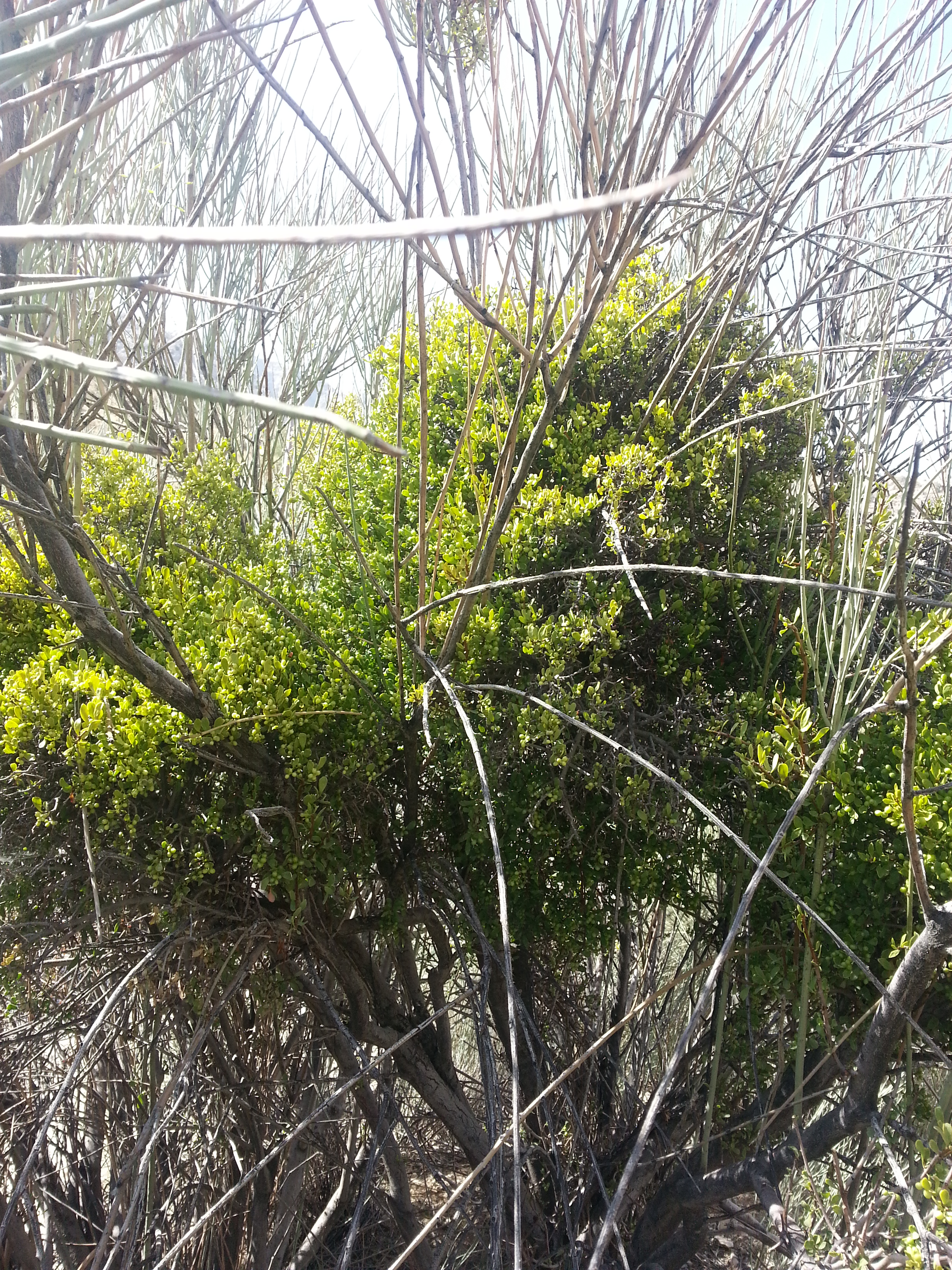
شیوع آفت نیمه‌انگلی لورانتوس در پارک ملی خَبر

پارک ملّی خَبْر منطقه‌ای حفاظت‌شده در بخش خَبْر از شهرستان بافت و ارزوئیه در استان کرمان است. مساحت آن حدود ۱۲۰٬۰۰۰ هکتار است. در داخل این پارک شامل پنج قطعه پناهگاه حیات وحش (منطقه غرب خیرآباد، جنوب محمودآباد، مرکز روچان، شمال دهسرد و ارزوئیه) با نام پناهگاه حیات وحش روچون قرار گرفته (بر گرفته از نام روستای رُچان است) که مساحت آن‌ها جمعاً به ۵۰٬۰۰۰ هکتار می‌رسد. این پارک ملی به دلیل دارا بودن تنوع زیستی ناشی از وجود ارتفاعات، دشت‌های متعدد، حوضه‌های آبخیز متنوع، در استان و کشور کم‌نظیر است.

کوه بلند خَبْر در فصل بهار با ارتفاع ۳٬۸۵۱ متر

## تاریخچه
پارک ملی خَبر واقع در استان کرمان بوده و یازدهمین منطقه‌ای است که در ایران عنوان پارک ملی را به‌خود اختصاص داده است. در سال ۱۳۵۰ همزمان با تغییر نام شورایعالی شکاربانی و نظارت بر صید به شورایعالی حفاظت محیطزیست و آغاز فعالیت سازمان حفاظت محیط زیست، طی مصوبه مورخ ۱۳۵۰/۴/۲۷ شورای یادشده، منطقه خبر و روچون به عنوان منطقه حفاظت شده به ثبت رسیدند. سپس در تاریخ ،۱۳۵۴/۵/۲۱ سطح حفاظتی آن به پناهگاه حیات وحش و در نهایت، براساس مصوبه مورخ ۱۳۷۸/۶/۳ شورایعالی حفاظت محیط زیست، وسعتی معادل ۱۴۹۹۸۲ هکتار به عنوان یازدهمین پارک ملی ایران، با عنوان پارک ملی خّبر و مابقی به عنوان پناهگاه حیات وحش روچون ثبت شد. در سال ۱۹۹۴ بواسطه نگهداری منظم از تعداد قابل توجهی از گونه‌های در معرض تهدید جهانی، همچنین به خاطر نگهداری منظم از تعداد زیادی از جمعیت‌های جهانی یک گونه، که انتشار همه، یا بخش زیادی از آنها به خاورمیانه محدود شده است، جزو نواحی مهم پرندگان در خاورمیانه به عنوان منطقه مهم پرندگان (IBA) به ثبت رسید و در نهایت در سال ۱۳۷۰ به عنوان منطقهٔ گردشگری فرهنگی در سازمان فرهنگی یونسکو به ثبت رسید و در سال ۱۳۷۸ قسمت عمدهٔ این منطقه به پارک ملی ارتقاء یافت.

## پناهگاه حیات وحش روچون
پناهگاه حیات وحش روچون یک پناهگاه حیات وحش با مساحت ۲۶۰۸۶ هکتار است که در استان کرمان در ایران قرار دارد. این پناهگاه حیات وحش طبق مصوبهٔ شمارهٔ ۶۱۵ در تاریخ ۹۸/۰۱/۰۵ در فهرست مناطق تحت حفاظت سازمان محیط زیست ایران قرار گرفت.
این پناهگاه در محدودهٔ شهرستان بافت و شهرستان ارزوئیه به شکل خوشه‌ای در داخل پارک ملی خبر پراکنده است و شامل ۵ بخش می‌باشد. یک بخش در جنوب روستای محمودآباد، یک بخش در شمال روستای دهسرد، یک بخش در غرب خیرآباد، یک بخش در شمال ارزوییه و یک بخش نیز در روستای رُچان واقع است. این منطقه از سال ۱۳۷۸ به عنوان یکی از مناطق حفاظت شده اعلام شد و از مناطق کمیاب و نادر کشور است که پتانسیل استفاده در جنبه‌های آموزشی، تفریحی، علمی و اقتصادی را دارد.

## زمین‌شناسی
از نظر زمین‌شناسی پارک ملی خبر در بخش جنوبی زون سنندج - سیرجان قرار دارد. قدیمی‌ترین سنگ‌های رخنمون یافته مربوط به سنگ‌های دگرگونی متعلق به دورهٔ کامبرین است. بیشترین وسعت منطقه نیز به سنگه‌های دگرگونی اختصاص دارد که به صورت سه کمپلکس گل‌گهر، روتشون و خبر در منطقه مشاهده می‌شود. افزون‌بر این، سنگ‌های آتشفشانی و رسوبی نیز در منطقه دیده می‌شوند. قابل ذکر است که سنگ‌های دگرگونی حاوی شیلی و همچنین نهشته‌های فلیش گونه و ماسه سنگی پارک، بشدت فرسایش پذیرند. پارک ملی خبر از نظر چینه‌شناسی، منطقه‌ای متنوع است که سازندها و واحدهای سنگی آن در برگیرندهٔ سنگ‌های دوران کواترنری، هولوسن، پلیستوسن، الیگومیوسن، ژوراسیک - سرتاسیوز، کربونیفر، دوونین، کامبرین - اردویسین و مزوزوئیک است و مهم‌ترین گسل‌های موجود در منطقه شامل گسل دهسرد و گسل خبر می‌باشد.

## اقلیم
از دیدگاه کلان اقلیم، مهم‌ترین توده‌های هوایی مؤثر بر محدوده در فصل زمستان، توده‌های پرفشار شمالی، و به‌طور مشخص سیستم پرفشار سیبری، سیستم پر فشار آزر از سمت اقیانوس اطلس شمالی، سیستم کم فشار مدیترانه‌ای و سیستم کم فشار سودان است. در فصل تابستان نیز جریان‌های کم فشار تابستانهٔ هند (مونسون) و کم فشار حرارتی کویر مرکزی و لوت محدوده مورد نظر را تحت تأثیر قرار می‌دهد. بر اساس مطالعات انجام شده به روش آمبرژه، در محدودهٔ مورد مطالعه، چهار اقلیم خشک سرد، خشک نیمه‌سرد، خشک معتدل و بیابانی گرم میانه دیده می‌شود که بیشترین وسعت به اقلیم خشک نیمه‌سرد اختصاص دارد. منشأ اصلی بارندگی در پارک که بیشتر زمستانه است، جریان‌های مدیترانه‌ای بوده و میانگین بارندگی سالانه ۲۵۳/۶۹ میلی‌متر است. میانگین سالانهٔ دمای روزانه بین ۱۳/۷ تا ۲۵/۳ درجهٔ سانتی‌گراد متغیر است. متوسط تعداد روزهای یخبندان ۷۸ روز در سال و حداکثر میانگین سالانه رطوبت نسبی، ماهانه ۴۷ درصد است. جهت باد غالب از ماه آبان تا اردیبهشت، غربی و جنوب غربی و از خرداد تا مهر ماه شمالی و میانگین سرعت باد غالب ۵٫۴ متر بر ثانیه در جهت شمال است.

## واحدهای اراضی
در محدودهٔ مورد مطالعه ۵ تیپ اراضی در قالب ۱۰ واحد اراضی در چارچوب سیستم همبستهٔ کوهستانی - بیابانی دیده می‌شود، این تیپ‌ها شامل: تیپ کوهستان، تیپ تپه، تیپ اراضی فلات‌ها و تراس‌های فوقانی، تیپ اراضی واریزهای سنگریزه دار و تیپ اراضی آبرفت‌های بادبزنی شکل سنگریزه دار است. بر روی این واحدها ۸ نوع تیپ خاک با بافت شنی، شنی لومی و لومی شنی با اعماق متفاوت قابل تشخیص است. این خاکها به علت شرایط اقلیمی مناطق خشک، دارای سنگریزه زیاد هستند. چهرهٔ عمومی منطقه از نظر فرسایش خاک بر اساس مدل پسیاک به ۴ طبقه زیرتقسیم می‌شود:
1. مناطق با فرسایش کم با مساحت محدودی در حاشیهٔ شمالی که شامل اراضی کم‌شیب و با پوشش به نسبت خوب است.[۱۰]
2. مناطق با فرسایش متوسط.
3. مناطق دارای فرسایش زیاد که بخش عمدهای از منطقه را شامل می‌شود.
4. مناطق با فرسایش خیلی زیاد که مربوط به مناطق با شیب تند و بیشتر فاقد پوشش گیاهی است. قابل جبران تحمل می‌کند.

فرسایش سطحی خاک در کل منطقه حدود ۱۷٫۹ تن بر هکتار است. مهم‌ترین عامل در کنترل فرسایش خاک، خروج کامل دام عشایر و روستاهای اطراف میسر می‌شود.